# Manastirkongressen

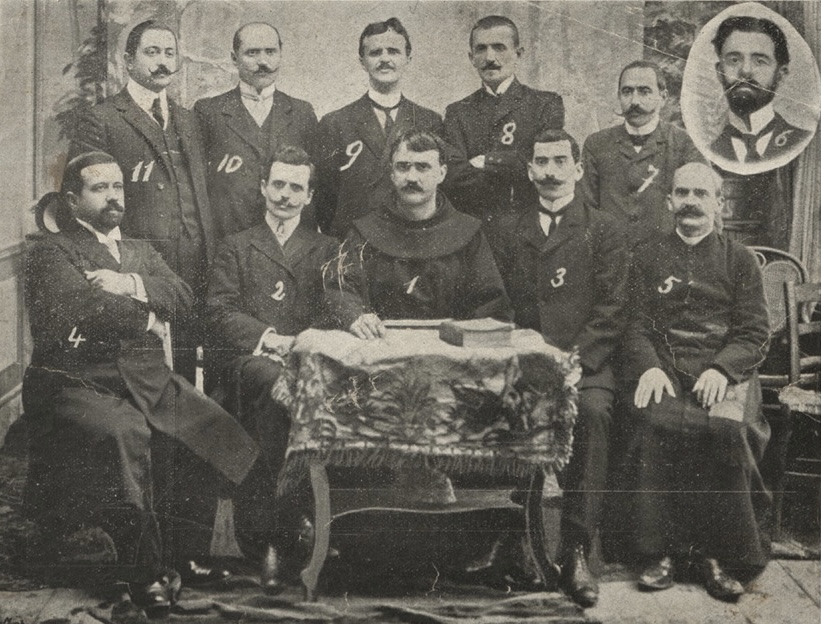
Kongressens huvuddeltagare:
1. Gjergj Fishta
2. Midhat Frashëri
3. Luigj Gurakuqi
4. Gjergj Qiriazi
5. Dom Ndre Mjeda
6. Grigor Cilka
7. Dhimitër Buda
8. Shahin Kolonja
9. Sotir Peçi
10. Bajo Topulli
11. Nyz'het Vrioni

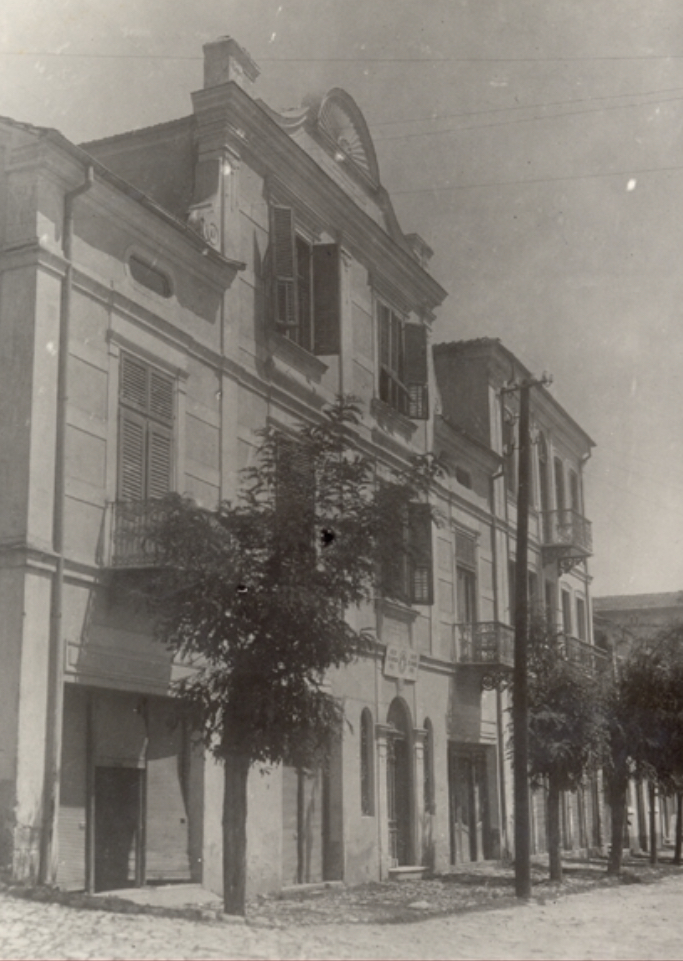
Byggnaden där kongressen hölls i Manastir.

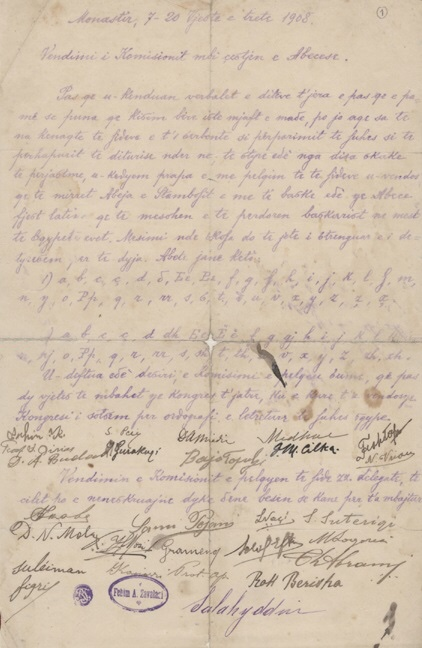
Brev till kongressen med underskrifter från samtliga delegater.

Manastirkongressen (albanska: Kongresi i Manastirit) var en akademisk konferens som hölls i staden Manastir (nuvarande Bitola i Nordmakedonien) mellan den 14 och 22 november 1908 med målet att standardisera det albanska alfabetet. Den 22 november är sen dess en högtidsdag i Albanien, Kosovo och Nordmakedonien samt inom den albanska diasporan, känd som Alfabetsdagen (albanska: Dita e Alfabetit).

## Deltagare
Kongressen anordnades av organisationen Bashkimi i Fehim Zavalanis hus. Kongressdeltagarna var framstående personer i det kulturella och politiska livet från albanska områden på Balkan och i albanska diasporan. Det var femtio delegater som representerade tjugotre städer och byar med albansk befolkning, samt kulturella och patriotiska föreningar av vilka trettiotvå hade rösträtt på kongressen och arton var observatörer. Följande var deltagare med rösträtt:

- Sami Pojani
- Zenel Glina
- Leonidha Naçi
- Simon Shuteriqi
- Dhimitër Buda
- Azis Starova
- Adham Shkaba
- Mati Logoreci
- Rrok Berisha Gjakova
- Bajo Topulli
- Grigor Cilka
- Sotir Peçi
- Shefqet Frashëri
- Luigj Gurakuqi
- Shahin Kolonja
- Ahil Eftim Korça
- Hil Mosi
- Nyz'het Vrioni
- Dhimitër Mole
- Gjergj Qiriazi
- At Gjergj Fishta
- Midhat Frashëri
- Dom Nikoll Kaçorri
- Dom Ndre Mjeda
- Fehim Zavalani
- Refik Toptani
- Çerçiz Topulli
- Mihal Grameno
- Parashqevi Qiriazi
- Havez Ibrahimi
- Rauf Beu
- Selahedin Beu

## Standardiseringsarbetet före och efter kongressen
Behovet av standardisering av det albanska alfabetet kom sig av att det albanska språket med flera dialektgrupper, primärt uppdelade i grupperna Tosk och Gheg, representerades av en kombination av sex eller fler alfabet med ett antal undervarianter. Arbetet med att standardisera alfabetet pågick i olika former i nästan hundra år. Organisationen Society for the Publication of Albanian Writings (albanska: Shoqëri e të Shtypuri Shkronja Shqip) grundat i Istanbul 1879, utarbetade två varianter av ett alfabet namngivet efter Arbëresh-dialekten (1895 och 1897), en undergrupp av Tosk-dialekten. Sammankomsten Agimi i Shkodër (1899) förordade ett annat alfabet i huvudsak utarbetat av Ndre Mjeda och som baserades på Elbasan-varianten av södra Gheg-dialekten. Det kollektiva förarbetet ledde kongressen i Manastir till en rekommendation för ett enda alfabet.
Manastirkongressens rekommendation togs vidare för standardisering av Shkodër Literary Commission (1916-1917) och på Albanian Language Orthography Congress 1972.